# David Dick
David Dick (14 mei 1960) is een voormalig Curaçaos politicus en oud-minister van Justitie op de Nederlandse Antillen.
David Dick rondde zijn studie af met de titel Bachelor of Economics aan de Universidad Interamericana op Puerto Rico en werkte in het bankwezen. Eind jaren tachtig was hij voorzitter van de Plataforma Otrobanda, een belangengroep van de bewoners van Otrobanda, die ten aanzien van wijkverbeteringsprojecten als pressiegroep optrad.
Dick begon zijn politieke carrière bij de Partido Antiá Restrukturá (PAR) en was penningmeester in het partijbestuur. Bij de Curaçaose eilandsraadverkiezingen in 1995 werd hij gekozen als eilandsraadlid. Tussen 2001 en 2002 was hij gedeputeerde van Financiën en Overheidsbedrijven van het eilandgebied Curaçao. Hij stapte op toen hij samen met onder andere Anthony Godett werd verdacht van fraude en corruptie. In december 2003 werd Dick door de rechtbank van deze verdenking vrijgesproken. Hij keerde terug in de politiek en werd in 2005 minister van Justitie in het tweede kabinet Ys en bleef ook aan in  het eerste kabinet de Jongh-Elhage. Tussen 2009 en 2010 was hij gedeputeerde van Economische Zaken en Toerisme in het laatste Curaçaose bestuurscollege.